# Norges Fiskerimuseum
Het Norges Fiskerimuseum (Noors Visserijmuseum) is een museum in Bergen over de geschiedenis van de Noorse visserij en visverwerkende industrie. In het museum zijn onder meer vissersnetten, boten en vistuig tentoongesteld. Tijdens de zomermaanden is het museum ook via de pendelboot Beffen te bereiken vanaf Vågen in het centrum van Bergen. In 1880 is het museum opgericht door de Noorse visserijsector om vernieuwing in de sector te stimuleren. In 2015 is het museum heropend met financiële steun van de gemeente Bergen. In 2016 had het museumverband Museum Vest, waarbij naast dit museum nog zeven andere musea uit de regio zijn aangesloten, 174.000 bezoekers.

## Het gebouw
Het museum is gevestigd in een voormalig houten vispakhuis. Dit pakhuis is met hout gefundeerd op de ondiepe zeebodem van de baai en was net als vele tientallen andere pakhuizen in de buurt alleen over het water en niet over land bereikbaar. De wijk kreeg daardoor de bijnaam het Venetië van het noorden. Later is in deze wijk van Bergen op veel plaatsen het water tussen de pakhuizen gedempt vanwege de aanleg van wegen. Het pakhuis is gemaakt van dikke houten balken, die op de hoeken in elkaar grijpen en aan de buitenkant van het gebouw rood zijn geverfd. Aan de binnenkant hebben de muren diverse kleuren. In dit pakhuis werd vanaf zijn oprichting stokvis uit de Lofoten gesorteerd in wel twintig kwaliteitsklassen om vervolgens verpakt en verhandeld te worden. Ook bevond zich er een ruimte waar haring werd gepekeld en schoongemaakt door vrouwen slechts onder kaarsverlichting. In deze ruimte hangt tegenwoordig nog de geur van vis en uit de houten muren komt zout vrij. In het pakhuis zijn de resten van twee rijkelijk beschilderde ruimtes te zien, waar vroeger kooplieden kantoor hielden en waar toen ook feesten werden gegeven.

## Tentoonstellingen
Het museum behandelt vele aspecten van de Noorse visserij, zoals de vangst van kabeljauw bij de Lofoten. Na het drogen daarvan in de buitenlucht werd de dan ontstane stokvis naar Bergen gebracht en vervolgens verhandelt tot wel in de tropen. Andere visverwerkende industrie komt aan bod, zoals het inblikken van sardines. Verder is er informatie te vinden over de ontwikkeling van de moderne visteelt van zalm in open kooien langs de Noorse kust vanaf de jaren 1970. Deze kweekzalm is belangrijk voor Noorwegen, omdat hij is tegenwoordig na aardolie het belangrijkste exportproduct is van het land. In een van de ruimtes van het museum wordt de geschiedenis van de zeehondenjacht behandeld. Hier zijn hakapikken, geweren en andere werktuigen te zien, die bij deze jacht werden gebruikt. Er wordt hierbij een film over de neergang van deze jacht getoond. Deze neergang werd internationaal protest tegen Noorwegen veroorzaakt en in de film komt ook de Bergense ondernemer in zeehondenbont van de firma CG Rieber aan het woord. In een andere ruimte zijn voorwerpen en informatie te vinden over de Noorse walvisvaart, waar onder andere een harpoen is te bewonderen.